# Mistrzostwa Polski w Łyżwiarstwie Szybkim w Wieloboju 1984
56. Mistrzostwa Polski w łyżwiarstwie szybkim w wieloboju odbyły się w lutym 1984 roku w Warszawie na torze Stegny. Złote medale zdobyli Erwina Ryś-Ferens i Piotr Krysiak.

## Kobiety
| Msc. | Zawodniczka                           | 500 m | 1500 m | 3000 m | 5000 m | Wielobój |
| 1.   | Erwina Ryś-Ferens (Marymont Warszawa) |       |        |        |        | 191,246  |
| 2.   | Ewa Białkowska (Olimpia Elbląg)       |       |        |        |        | 199,164  |
| 3.   | Iwona Iwanaszko (Orzeł Elbląg)        |       |        |        |        | 207,719  |

## Mężczyźni
| Msc. | Zawodnik                                    | 500 m | 1500 m | 5000 m | 10 000 m | Wielobój |
| 1.   | Piotr Krysiak (Olimpia Elbląg)              |       |        |        |          | 176,472  |
| 2.   | Roman Derks (Olimpia Elbląg)                |       |        |        |          | 178,166  |
| 3.   | Andrzej Józwik (Pilica Tomaszów Mazowiecki) |       |        |        |          | 178,503  |